# Кизерицкий, Лионель
Лионель Адальберт Багратион Феликс Кизерицкий (нем. Lionel Adalbert Bagration Felix Kieseritzky; также Леонид Киезерицкий; 1 января 1806, Дерпт, Лифляндская губерния, Российская империя — 18 мая 1853, Париж) — остзейский шахматист, один из сильнейших в мире в 1840—1850-х годах.

## Биография
По образованию учитель математики, в 1825—1829 обучался в Дерптском университете. В 1839 году уехал из Дерпта в Париж, чтобы стать профессиональным шахматистом. В Париже он часто бывал в «Кафе де ля Режанс», где до него в шахматы играли Дени Дидро, Жан-Жак Руссо, Франсуа-Андре Даникан Филидор, Наполеон и Вольтер. В 1840 году играл, получая пешку и ход, с Лабурдонне. Основных успехов на международной арене французский мастер добился в период с 1846 по 1851 годы, когда считался одним из сильнейших шахматистов мира. Не встречался за доской со Стаунтоном, крайне редко играл с Сент-Аманом. В 1846 году выпустил книгу «50 партий, сыгранных любителями в кафе „Де ля Режанс“». В 1849—1851 годах редактировал шахматный журнал «La Regence».
В 1851 году Кизерицкий был среди участников 1-го международного шахматного турнира в Лондоне. Турнир проходил по системе с выбыванием, и уже в 1-м круге Кизерицкий проиграл микроматч Адольфу Андерсену (-2 =1), который затем стал победителем турнира. Выбыв таким образом из турнира, Кизерицкий не уехал, а стал проводить с участниками турнира и другими шахматистами «лёгкие» (товарищеские) партии. В сериях таких партий против большинства участников Кизерицкий добился положительного результата, в частности против Андерсена (+9 −5 =2). Одна из этих партий, в которой Андерсен одержал блистательную победу, вошла в историю шахмат под названием «Бессмертная партия».

## Вклад в теорию дебютов
Гамбитом Кизерицкого называется один из вариантов королевского гамбита:
1.е2-е4 е7-е5 2.f2-f4 e5:f4 3.Kg1-f3 g7-g5 4.h2-h4 g5-g4 5.Kf3-e5
В гамбите слона Кизерицкий постоянно применял контржертву 1.е2-е4 е7-е5 2.f2-f4 e5:f4 3.Сf1-c4 Фd8-h4+ 4.Крe1-f1 b7-b5!? или сразу 3..b7-b5.
В дебюте слона вариант с жертвой пешки 1.е2-е4 е7-е5 2.Сf1-c4 Кg8-f6 3.Кg1-f3 Кf6:e4 4.Кb1-c3 называется гамбитом Бодена — Кизерицкого.
Партии французского мастера — классические образцы шахматного романтизма. Живая, наполненная импровизацией, смелая игра выдающегося шахматиста снискала ему большую славу и признание, в том числе и великого Л. Лабурдонне.

## Спортивные результаты
| Год  | Наименование соревнования                                  | +   | −  | =  | Очки       |
| ---- | ---------------------------------------------------------- | --- | -- | -- | ---------- |
| 1842 | Матч против И. Кальви                                      | 7   | 7  | 1  | 7½ из 15   |
| 1846 | Матч против Б. Горвица                                     | 7   | 4  | 1  | 7½ из 12   |
|      | Матч вслепую против Д. Гарвица                             | 11  | 5  | 2  | 12 из 18   |
|      | Серия партий против Дж. Уокера                             | 1   | 2  | 0  | 1 из 3     |
| 1848 | Матч против Г. Бокля                                       | 2   | 3  | 3  | 3½ из 8    |
| 1851 | Матч против А. Андерсена (1/8 1-го международного турнира) | 0   | 2  | 1  | ½ из 3     |
|      | Серия партий против А. Андерсена                           | 9   | 5  | 2  | 10 из 16   |
|      | Серия партий против Й. Сена                                | 13  | 7  | 0  | 13 из 20   |
|      | Серия партий против К. Майета                              | 13  | 8  | 1  | 13½ из 22  |
|      | Серия партий против О. Монгредиена                         | 1   | 2  | 0  | 1 из 3     |
|      | Серия партий против И. Левенталя                           | 9   | 8  | 0  | 9 из 17    |
|      | Серия партий против Г. Бёрда                               | 8   | 2  | 0  | 8 из 10    |
|      | Серия партий против Г. Бокля                               | 2   | 1  | 0  | 2 из 3     |
|      | Серия партий против К. Яниша                               | 1   | 1  | 1  | 1½ из 3    |
| 185? | Серия партий против Дж. Шультена                           | 107 | 34 | 10 | 112 из 151 |